# خضر عبد الغفور
الأستاذ خضر عبد الغفور العاني هو تربوي وسياسي عراقي راحل، ولد في مدينة عانة سنة 1909 وتوفي سنة 1994.
أنهى دراسته الابتدائية والمتوسطة في عانة، بعدها سافر إلى بغداد ليلتحق بدار المعلمين الابتدائية التي تخرج منها معلما في شباط 1933.
عين معلما في قلعة سكر في لواء المنتفك، ثم نقل إلى لواء الدليم، وعمل فيها معلما في عدد من النواحي والقرى، وخاصة في قرية المعاضيد قرب عانة، ثم انتقل إلى بغداد معلما في إحدى مدارس الأعظمية.
استقال من وظيفته بتاريخ 16 تشرين الثاني 1939، والتحق بالجامعة الأمريكية في بيروت التي تخرج منها سنة 1942 بعد أن حصل على شهادة البكالوريوس في اختصاص الرياضيات. عمل في دار المعلمين العالية.
عاد إلى العراق سنة 1943 حيث عمل باحثا علميا في الشؤون الفنية في وزارة المعارف. 
استقال من عمله مرة أخرى في 1 أيلول 1946، والتحق بجامعة كاليفورنيا في الولايات المتحدة الأمريكية لمواصلة دراسته العليا وحصل على شهادة الماجستير في الرياضيات، ثم بدأ مرحلة الدراسة للدكتوراه، إلا أنه وبسبب نشوب حرب فلسطين سنة 1948 قرر قطع دراسته والعودة إلى العراق ليعين بعد عودته مدرسا في دار المعلمين العالية، وقد تدرج في المراتب العلمية فحصل على مرتبة أستاذ مساعد ثم رقي إلى مرتبة أستاذ. 
في خمسينيات القرن الماضي، شغل عدة مناصب في وزارة المعارف منها مدير عام البعثات، ثم مدير عام تعادل الشهادات، وكذلك مدير عام التعليم المهني.
في 10 تشرين الثاني 1956، قدم خضر عبد الغفور مع جماعة من أساتذة جامعيين في بغداد عريضة احتجاج إلى الملك فيصل الثاني احتجاجا على موقف الحكومة العراقية من العدوان الثلاثي على مصر، ففصل بعض الأساتذة ونقل خضر عبد الغفور من ديوان وزارة المعارف إلى التدريس في دار المعلمين الابتدائية. 
وفي 29 تموز 1958، صدر مرسوم جمهوري بتعيين الأستاد خضر عبد الغفور مديرا عاما للتعليم المهني.
شغل منصب وزير التربية ووزير الأوقاف بالوكالة في ستينات القرن الماضي.

## روابط خارجية ومراجع
- خضر عبد الغفور المربي والسياسي والوزير والانسان بقلم: أ. د. إبراهيم خليل العلاف